# The Masked Menace

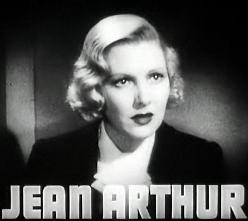
Jean Arthur, atriz do seriado cuja carreira continuaria em evidência no cinema sonoro.

The Masked Menace é um seriado estadunidense de 1927, gênero drama, dirigido por Arch Heath, em 10 capítulos, estrelado por Larry Kent e Jean Arthur. Produzido e distribuído pela Pathé Exchange, veiculou nos cinemas estadunidenses entre 12 de outubro e 14 de dezembro de 1927. Foi filmado em Berlin, Nova Hampshire, adaptado do conto Still Face, do escritor pulp Clarence Buddington Kelland.
Este seriado é considerado perdido.

## Sinopse
O moinho de uma velha senhora e sua cuidadora, Faith Newton (Jean Arthur), está sendo aterrorizado pelo mascarado conhecido como "Still Face". As mulheres são ajudadas por um homem chamado Keats Dodd (Larry Kent). A identidade do vilão mascarado é revelada no capítulo final.

## Elenco
- Larry Kent - Keats Dodd
- Jean Arthur[3] - Faith Newton
- Thomas Holding - Carl Phillips
- Laura Alberta - Avó Newton
- John F. Hamilton - Job
- William Norton Bailey
- Gus De Weil
- Agnes De Pome
- Thomas McLarnie (creditado Tom MacLarnie)
- William Cavanaugh
- Sidney Paxton
- Neill Bridges
- Tully Nash
- Edward Roseman

## Capítulos
1. Against Odds
2. An Unknown Assassin
3. The Enemy Strikes
4. A Half-Wit's Fury
5. An Attack at Midnight
6. Checkmate
7. By Hook or Crook
8. Still Face Shows His Hand
9. The Last Stand
10. The Menace Unmasked